# Barrio del Panteón
Barrio del Panteón är en ort i Mexiko.   Den ligger i kommunen San Mateo Piñas och delstaten Oaxaca, i den sydöstra delen av landet, 500 km sydost om huvudstaden Mexico City. Barrio del Panteón ligger 984 meter över havet och antalet invånare är 133.
Terrängen runt Barrio del Panteón är kuperad åt sydost, men åt nordväst är den bergig. Runt Barrio del Panteón är det ganska glesbefolkat, med 23 invånare per kvadratkilometer. Närmaste större samhälle är Santa María Huatulco, 19,2 km söder om Barrio del Panteón. I omgivningarna runt Barrio del Panteón växer huvudsakligen savannskog.